# David Ojabo
David Ojabo (Port Harcourt, Nigeria, 17 de mayo de 2000) es un jugador profesional nigeriano de fútbol americano, se desempeña en la posición de linebacker en Baltimore Ravens, en la National Football League (NFL).

## Carrera
Fue seleccionado en la Reunión Anual de Selección de Jugadores de la NFL de 2022. Hizo su debut profesional con el equipo Baltimore Ravens, lleva jugando dos temporadas.